# Beyond All Boundaries
《Beyond All Boundaries》是2009年上映的短篇電影，描述了第二次世界大战中的战役。影片以4D放映，包括资料片段和特效。该片由汤姆·汉克斯担任制片和旁白，大卫·布里格斯（David Briggs）执导。该片于2009年11月9日上映，且仅在新奥尔良国家二战博物馆（National World War II Museum）上映。这部片是为博物馆内的所罗门胜利剧院而定制的，所以只在这个地方上映。
所罗门胜利剧院配备了振动座椅和气动效果，大大提升观影体验。此外还有移动道具和布景、灯光和音效以及多层投影的设备。
这部电影利用了二战老兵的著述和记录。
2011年，《Beyond All Boundaries》获得主题娱乐协会颁发的杰出成就奖。